# Зорянська сільська територіальна громада
Зорянська сільська громада — територіальна громада в Україні, в Рівненському районі Рівненської області. Адміністративний центр — с. Зоря.
Площа громади — 193,4 км², населення — 13 355 осіб (2020).

## Населені пункти
У складі громади 15 сіл:
- Білів
- Голишів
- Грабів
- Дерев'яне
- Диків
- Застав'я
- Зоря
- Новожуків
- Новостав
- Новостав-Дальній
- Олишва
- Радухівка
- Сморжів
- Старожуків
- Сухівці